# أرام شيلتون
أرام شيلتون (بالإنجليزية: Aram Shelton) هو عازف ساكسفون أمريكي، ولد في 14 سبتمبر 1976.

## وصلات خارجية
- الموقع الرسمي
- أرام شيلتون على موقع ميوزك برينز (الإنجليزية)
- أرام شيلتون على موقع أول ميوزيك (الإنجليزية)
- أرام شيلتون على موقع ديسكوغز (الإنجليزية)